# Дьомушкін Дмитро Миколайович
Дмитро Миколайович Дьомушкін (рос. Дми́трий Никола́евич Дёмушкин, народ. 7 травня 1979 року, Москва) — російський політик, державний і громадський діяч, що дотримується неонацистських поглядів.
Голова заборонених нині за звинуваченням в екстремізмі організацій «Слов'янський союз», «Слов'янська сила», «Русские». Голова оргкомітету Партії націоналістів. Організатор «Російських маршів», активний учасник протестних акцій та мітингів.
13 травня 2019 року Дьомушкіна призначено тимчасово виконуючим обов'язки голови адміністрації сільського поселення Барвихинське Одинцовського району Московської області.

## Дитинство і юність
Дмитро Миколайович Дьомушкін народився 7 травня 1979 року в місті Москві. Батько — Дьомушкін Микола Михайлович, водій швидкої допомоги, інструктор з водіння. Мати — до шлюбу Петрова Олена Олександрівна, вчителька російської мови та літератури. В 1981 його батьки розлучилися, і надалі Дмитра виховували мати, бабуся і тітка.
У юності Дмитро займався боксом та відвідував тренажерний зал. «У нас був свій гурт, ми себе скінами тоді не називали, хоч і виглядали схоже. Всі голили голови і носили короткі шкіряні куртки, зручні для бійки», — згадував Дёмушкин. На початку 1995 року Демушкин увійшов до групи людей, «які себе позиціонували як скінхеди».

## Освіта
Навчався у трьох школах Москви: №763 до п'ятого класу, потім у №997 до дев'ятого класу, повну середню освіту здобув у школі №144.
Закінчив економічний факультет за спеціальністю «державне та муніципальне управління» та факультет психології за спеціальністю «викладач психології» Московського соціально-гуманітарного інституту. У вересні 2008 року вступив до аспірантури.

## Суспільно-політична діяльність

### 1990-ті роки
У 1995 був одним із творців першої групи скінхедів на Арбаті.
6 квітня 1996 вступив у РНЄ.
В 1998 Демушкин був призначений комендантом першої партійної групи, і в тому ж році — заступником керівника першої партійної групи РНЄ.
У 1999 році він почав курирувати прийом у РНЄ та «завідувати карантином». «Баркашов на початку був проти, щоб я вів карантин, через мій дефект промови, але в мене був талант переконання людей», — заявляв Дьомушкін. Тоді ж він, за власними спогадами, почав разом зі своїми заступниками «негласно» займатися «функціями СБ» (служби безпеки) РНЄ.
В 1999 після розколу в рядах РНЄ заснував всеросійську націонал-соціалістичну організацію Слов'янський Союз і став її керівником. Головними цілями організація проголошувала встановлення російської національної влади, збільшення національного представництва росіян та закріплення за ними статусу державотворчої нації.

### 2000-ті роки
У 2001 році створював оргкомітет Національно-державної партії Росії (НДПР). Підписав меморандум про створення з Юрієм Бєляєвим (Партія Свободи) та Станіславом Тереховим (Союз офіцерів).
У січні 2006 року Дьомушкін надав адвокатів для захисту Олександра Копцева, який вчинив напад в одній із московських синагог. При цьому сам Дьомушкін стверджував, що належність Копцева до Слов'янського Союзу не була встановлена.
У липні 2006 року Демушкин затримувався правоохоронними органами у зв'язку з підозрами про його причетність до вибуху біля мечеті в підмосковній Яхромі, який стався незадовго до цього. У квартирі Дьомушкіна було проведено обшук, у результаті якого було вилучено ноутбук та шість коробок різних матеріалів. Обшук та затримання проведено у рамках розслідування справи про вибух мечеті у підмосковному місті Яхрома. Тим не менш, незабаром главу Слов'янського Союзу було відпущено на волю. Згодом відповідальність за цей вибух взяли Олег Костарєв та Ілля Тихомиров, винні також у теракті на московському Черкізовському ринку у серпні 2006 року.

### 2010-і роки
На початку 2010 року на чолі Слов'янського Союзу брав участь протягом чотирьох місяців у конфлікті навколо селища «Речник», будівлі на території якого підлягали знесенню згідно з рішенням Кунцевського суду Москви. При цьому Дьомушкін категорично спростовував повідомлення про зіткнення членів Слов'янського Союзу із міліцією. «Знаходяться вони там для захисту місцевих жителів та їхнього майна від злочинців та співробітників приватних охоронних підприємств, які можуть займатися мародерством після зносу будинків», — заявив тоді Дьомушкін.
27 квітня 2010 року Московський міський суд визнав міжрегіональний громадський рух «Слов'янський союз» екстремістським. 29 червня 2010 року Верховний Суд РФ залишив у силі рішення Московського міського суду про заборону руху. У той же день Дьомушкін заявив про саморозпуск організації. Правонаступницею забороненого руху стала Слов'янська сила.
«Слов'янська сила» позиціонувала себе як націонал-соціалістична організація, визнаючи праці лідерів НСНРП як базис. Організація відкрито вимагала «очищення» країни від усіх «неруських», за винятком лише представників тих етнічних груп, які не мають власної державності. Для цього організація підтримувала і заохочувала праворадикальне насильство.
11 грудня 2010 року Дьомушкін брав участь у заворушеннях на Манежній площі, проте категорично відкинув звинувачення в тому, що зіткнення з ОМОН спровокували націоналісти.
12 березня 2011 виступив на мітингу в Москві на захист полковника Квачкова, обвинуваченого в підготовці заколоту.
3 травня 2011 року Дьомушкін, спільно з лідером РПНІ Олександром Бєловим, виступив засновником нового націоналістичного об'єднання «Русские». Нову організацію було створено на базі заборонених Слов'янського Союзу та РПНІ, а також низки інших націоналістичних рухів. У липні 2011 року Демушкин спільно з двома соратниками (Олександр Бєлов і Володимир Максимов) з'їздив до Чечні, після чого захопився станом справ у республіці, що викликало неоднозначну реакцію серед російських націоналістів.
29 січня 2012 року Демушкин виступив у парламенті Чеченської республіки, де порушив питання про надання російському народу державотворчого статусу у РФ. Ця пропозиція передбачала внесення відповідних поправок до статті 1 Конституції РФ. Раніше глава чеченського парламенту Дукуваха Абдурахманов, коментуючи ініціативу Дьомушкіна, заявив в інтерв'ю Російській Службі Новин, що орган готовий виступити із законодавчою ініціативою про зміну статусу російського народу. При цьому він наголосив, що юридично це «нікому нічого не дасть». «Але якщо є таке бажання і це бажання постійно експлуатується політично, можна розставити акценти», — зазначив Абдурахманов.
Брав активну участь в акції на захист лідера громадянського руху «Ліга оборони Москви» Данила Константинова, затриманого за підозрою у вбивстві. В інтерв'ю РІА «Новий Регіон» Демушкин заявив, що не виключає, що кримінальне переслідування Константинова могло бути сфабриковано з політичних мотивів. Також Демушкин додав, що до арешту на Константинова чинили тиск правоохоронці з метою схилити до співпраці. 9 квітня 2012 року Демушкин брав участь у серії одиночних пікетів біля будівлі Головного слідчого управління Слідчого комітету РФ по р. Москві.
26 квітня 2012 року в інтерв'ю РІА «Новий Регіон» Дьомушкін висловив думку, що проти адвоката Дагіра Хасавова, який в ефірі «Рен-ТВ» пообіцяв залити Москву кров'ю, якщо не буде створено шаріатських судів, буде порушено кримінальну справу. Водночас, він зазначив, що після такої заяви градус ксенофобії в Росії підвищиться, що може призвести до непередбачуваних наслідків. На думку Дьомушкіна, Хасавов «зробив для розпалювання міжнаціональної ворожнечі у Росії більше, ніж націоналісти — і російські, й інші, разом узяті».
14 серпня 2012 року Демушкин подав документи для участі у виборах мера Калінінграда, однак Виборча комісія відмовила йому в реєстрації.
22 серпня 2012 року звернувся до патріарха Московського та всієї Русі Кирила з проханням надати підтримку оргкомітету «За виніс Леніна». Раніше в рамках оргкомітету Демушкин звернувся до генпрокурора РФ Юрія Чайки з проханням перевірити, чи є законним перебування тіла Леніна на Червоній площі. Наразі офіційної відповіді з боку Генеральної прокуратури не отримано.
19 жовтня 2012 року Демушкин, за його словами, отримав благословення оптинського старця Іллі на проведення Російського маршу.
19 березня 2012 року об'єднання «Русские» висловило намір створити політичну партію, початкова чисельність якої має становити близько 20 тисяч осіб. Лідером націоналістичної партії стане Дьомушкін.
На початку липня 2012 року Дьомушкін повідомив Мін'юст про створення організаційного комітету політичної партії Партія націоналістів. Уповноваженою особою комітету було призначено Дьомушкіна. Наразі процес реєстрації партії ще не завершено.
Брав активну участь у протестному русі в Росії 2011—2013 років, що розгорнувся після думських виборів 2011 року.
В 2019 став кореспондентом мережевого видання «White News».

## Політичні переконання
У період членства в «Слов'янському союзі» Дьомушкін дотримувався націонал-соціалістичних поглядів і виступав за створення російської національної держави, побудованої на засадах соціальної справедливості. Проте в інтерв'ю 2015 року інтернет-виданню Meduza Демушкин заявив, що націонал-соціалізм — «тупиковий шлях», і на сьогоднішній день він вважає себе «традиційним націоналістом».
Дьомушкін вимагає надання російському народу державотворчого статусу та внесення відповідних поправок до Конституції Росії.
Прибічник федеративного державного устрою Росії.
Вважає, що росіяни, українці та білоруси є одним народом.
Виступає за введення візового режиму з країнами Середньої Азії, наведення ладу в міграційній сфері та ринку праці, ліквідацію етнічних монополій для етнічних спільнот.
Дьомушкін один із організаторів Російського маршу.
Публічно не висловлював позицію щодо війни Росії проти України, але вважає дії російської влади помилковими, оскільки вони фактично лише зміцнили антиросійські настрої в Україні.
У 2022 році Дьомушкін засудив вторгнення Росії в Україну і вимагає його припинення. У листопаді 2022 року на Демушкіна склали два протоколи про поширення фейків для російських військових.